# Contratto marsigliese
Contratto marsigliese (The Marseille Contract) è un film del 1974 diretto da Robert Parrish.
La pellicola, con musiche di Roy Budd, ha tra i protagonisti Michael Caine, Anthony Quinn e James Mason.

## Trama
Steve Ventura, da poco divenuto capo dell'ufficio di Parigi della divisione americana antidroga (DEA) si ritrova ad affrontare la morte di un suo agente, Frank Matthews, marito di Rita con la quale Steve stava intrattenendo una relazione.
Sospettando di Jacques Brizard, un barone della droga marsigliese intoccabile perché protetto politicamente, e dopo essere sfuggito a dei suoi tirapiedi Steve decide, su consiglio dell'ispettore francese Briac, di assumere un sicario, John Deray, che Steve con suo stupore riconosce poi essere un suo vecchio amico, per infiltrarsi nell'organizzazione di Brizard ed ucciderlo.
John riesce ad entrare nel giro di Brizard tramite sua figlia Lucienne la quale si infatua di lui dopo una rocambolesca sfida su strada ma la sua identità di killer professionista viene presto scoperta tramite un agente corrotto da Brizard che prima ne guadagna la fiducia e poi tenta di eliminarlo incastrandolo in uno scambio di droga con la polizia.
Steve, che nel frattempo a causa di una soffiata riguardo a un enorme carico di morfina in arrivo per Brizard si reca a Marsiglia reincontra John, riuscito a sfuggire alla trappola di Brizard, e insieme si recano al luogo dove Brizard avrebbe ricevuto la droga per ucciderlo e scoprono che l'ispettore Briac lavorava in realtà per Brizard. Briac tenta di uccidere Brizard per impadronirsi del carico di droga ma viene ucciso da dagli uomini appostati da Brizard che finita la sparatoria notano John e Steve e gli sparano ferendo John a morte.
Per vendicare la morte del suo amico Steve si reca al galà di beneficenza organizzato da Brizard lo stesso giorno per coprire lo scambio di droga e lo uccide durante un ballo per poi darsi alla fuga e dileguarsi.